# Röntgental

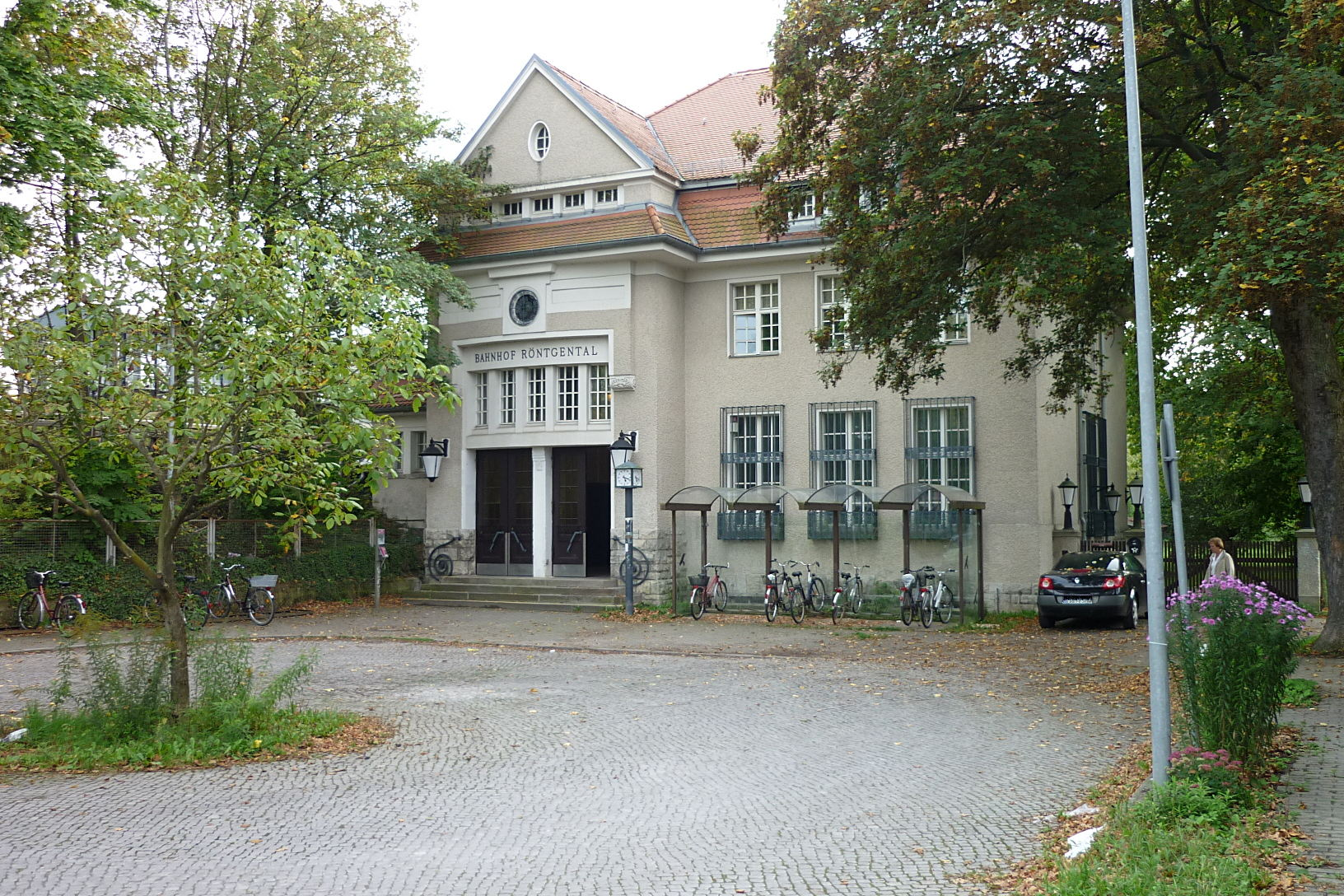
S-Bahnhof Röntgental

Röntgental ist ein Wohnplatz im Ortsteil Zepernick der Gemeinde Panketal im Landkreis Barnim, Land Brandenburg.
Den Namen erhielt die Siedlung zu Ehren von Wilhelm Conrad Röntgen, dem Entdecker der Röntgenstrahlung.
Im Jahr 1893 begann die Erschließung des Gebietes durch den Landkreis Niederbarnim und verschiedene Bodengesellschaften, welche die Infrastruktur für die Bebauung der geplanten Wohnsiedlung sicherstellen sollten. Zehn Jahre später wurde ein Haltepunkt an der Strecke der Stettiner Bahn eröffnet, was die direkte Verbindung zu den nahen Städten Berlin und Bernau sowie Pankow ermöglichte. Dies förderte die Attraktivität von Röntgental, was die erweiterte Bebauung mit Stadtvillen und Ferienhäusern zur Folge hatte. Der Haltepunkt ist heute eine Station der Berliner S-Bahn-Linie S2.
Der Ort war Standort des Zentralen Aufnahmeheims der DDR, in welches Personen, die in die DDR einwandern wollten, zur Überprüfung übergangsweise eingewiesen wurden.

## Mit Röntgental verbundene Persönlichkeiten
- Claus-Lutz Gaedicke (1943–2012), Bildhauer

Koordinaten: 52° 39′ N, 13° 32′ O